# 53 Pułk Piechoty (austro-węgierski)

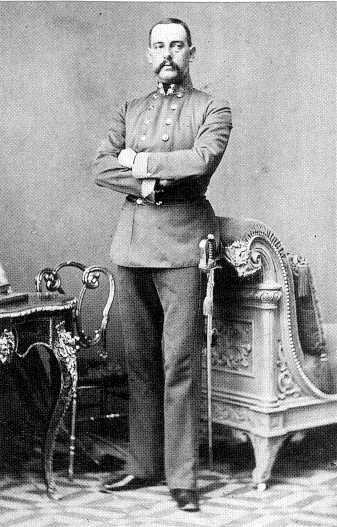
Szef pułku Leopold Ludwik von Österreich

Węgiersko-chorwacki Pułk Piechoty Nr 53 (niem. Ungarisches (koratisches) Infanterieregiment Nr. 53) – pułk piechoty cesarskiej i królewskiej Armii.

## Historia pułku
Pułk kontynuował tradycje pułku utworzonego w 1741 roku. 
Okręg uzupełnień nr 53 Zagrzeb (niem. Agram) na terytorium 13 Korpusu.
Kolory pułkowe: ciemnoczerwony (niem. dunkelrot), guziki srebrne. 
Skład narodowościowy w 1914 roku 97% - Chorwaci, Serbowie.
W 1873 roku sztab pułku stacjonował w Grazu, natomiast komenda rezerwowa i stacja okręgu uzupełnień w Agram.
W latach 1904–1907 komenda pułku razem z 3. i 4. batalionem stacjonowała w Bjelovarze (węg. Belovár), 1. batalion pozostawał w Zagrzebiu, natomiast 2. batalion był detaszowany do Travnika na terytorium 15 Korpusu. Pułk (bez 2. batalionu) wchodził w skład 13 Brygady Piechoty należącej do 7 Dywizji Piechoty, natomiast detaszowany 2. batalion był podporządkowany komendantowi 12 Brygady Górskiej należącej do 1 Dywizji Piechoty.
W latach 1908–1914 pułk stacjonował w Zagrzebiu z wyjątkiem 4. batalionu, który był detaszowany do Fočy na terytorium 15 Korpusu.
Pułk (bez 4. batalionu) wchodził w skład 72 Brygady Piechoty należącej do 36 Dywizji Piechoty, natomiast detaszowany 4. batalion był podporządkowany komendantowi 8 Brygady Górskiej należącej do 1 Dywizji Piechoty.

## Szefowie pułku
Kolejnymi szefami pułku byli:
- FML Demeter Radossevich von Rados (1825 – †1835),
- arcyksiążę, generał kawalerii Leopold Ludwik von Österreich (1835 – †24 V 1898),
- FML Joseph Latour von von Thurmburg (1898 – †28 XII 1903),
- generał piechoty Gustav Plentzner von Scharneck (1905 – †18 III 1911),
- generał pułkownik Victor Dankl (od 1913)[1].

## Żołnierze
Komendanci pułku
- płk Ritter Ludwig von Pielsticker (1873[3])
- 1903–1904 – płk Josef Rowenski
- 1905–1908 – płk Friedrich Novak
- 1909–1911 – płk Friedrich Gostischa
- płk Franz Mahr von Oraviczabánya (1912–1914[1])
- płk Friedrich Schirmer (1914)

Oficerowie
- nadlekarz Józefat Janowski (1890–1893)